# 日本ソノケミストリー学会
日本ソノケミストリー学会（にほんソノケミストリーがっかい、Japan Society of Sonochemistry）は、超音波化学・音響化学に関する日本の学会。事務局は名古屋市守山区にあり、2008年からの会長は近藤隆。

## 沿革
- 1992年　ソノケミストリー研究会として設立
- 2003年　論文賞、進歩賞、功績賞の受賞を開始
- 2007年　日本ソノケミストリー学会に改称、進歩賞を奨励賞に改称

## 活動
- 年1回の討論会（学術大会）の開催
- 年2回の機関誌「日本ソノケミストリー学会誌」の発行

## エピソード
ソノケミストリー研究会の初代会長に担がれた安藤喬志は当時、研究会設立は時期早々（時期尚早）と考えていたという。しかし、会長職についた安藤は、一転して研究会の発展に力を尽くした。2003年に功績賞が作られると、初めての受賞者の一人となった。